# Triturus ivanbureschi
Espèce
Triturus ivanbureschi est une espèce d'urodèles de la famille des Salamandridae.

## Répartition
Cette espèce se trouve en Serbie, en Macédoine, en Bulgarie, dans le nord de la Grèce et dans l'ouest de la Turquie.

## Étymologie
Cette espèce est nommée en l'honneur de Ivan Buresch (1885-1980).

## Publication originale
- Wielstra, Litvinchuk, Naumov, Tzankow & Arntzen, 2013 : A revised taxonomy of crested newts in the Triturus karelinii group (Amphibia: Caudata: Salamandridae), with the description of a new species. Zootaxa, no 3682, p. 441-453 (texte intégral).